# 357e division d'infanterie
La  357e division d'infanterie (en allemand : 357. Infanterie-Division ou 357. ID) est une des divisions d'infanterie de l'armée allemande (Wehrmacht) durant la Seconde Guerre mondiale.

## Historique
La 357e division d'infanterie est formée le 7 novembre 1943 sur le Truppenübungsplatz (terrain de manœuvre) de Radom en Pologne à partir de personnel de la 327. Infanterie-Division en tant qu'élément de la 21. Welle (21e vague de mobilisation).
Après sa formation, en mars 1944, elle est transférée sur le Front de l'Est.
Elle est réorganisée en août 1944 en tant qu'élément de la 31. Welle (31e vague de mobilisation) à partir de la Schatten-Division Breslau.
La division capitule en mai 1945 face à l'Armée Rouge à la frontière allemande.

## Organisation

### Commandants
| Date                               | Grade           | Commandant         |
| ---------------------------------- | --------------- | ------------------ |
| 1er décembre 1943 - 1er avril 1944 | Generalleutnant | Wolfgang von Kluge |
| 1er avril 1944 - 10 mai 1944       | Generalmajor    | Knut Eberding      |
| 10 mai 1944 - 12 septembre 1944    | Generalmajor    | Norbert Holm       |
| 12 septembre 1944 - 8 mai 1945     | Generalleutnant | Josef Rintelen     |

## Théâtres d'opérations
- Pologne : Novembre 1943 - Mars 1944
- Front de l'Est secteur Centre : Mars 1944 - Octobre 1944
- Pologne : Octobre 1944 - Décembre 1944
- Hongrie et Tchécoslovaquie : Décembre 1944 - Mai 1945

## Ordre de bataille
- Grenadier-Regiment 944
- Grenadier-Regiment 945
- Grenadier-Regiment 946
- Füsilier-Bataillon 357
- Artillerie-Regiment 357
- Pionier-Bataillon 357
- Panzerjäger-Abteilung 357
- Nachrichten-Abteilung 357
- Feldersatz-Bataillon 357
- Versorgungseinheiten 357